# Breakthru
Breakthru är en låt av den brittiska rockgruppen Queen, skriven av Freddie Mercury och Roger Taylor till albumet The Miracle 1989. Den släpptes som singel den 19 juni 1989 och nådde bland annat en sjundeplats på singellistan i Storbritannien. Det finns en video till låten där Queen gör ett framträdande på ett snabbgående tåg kallat The Miracle Express. Queen turnerade aldrig med låten på grund av sångaren Freddie Mercurys sjukdom.

## Låtskrivandet
Breakthru skrevs 1988. Introt var från början en låt som Freddie Mercury skrivit, ”A New Life Is Born”. Denna låt finns att hitta på demos som läckt ut på internet. På dessa demos fortsätter låten som pianoballad, när man förväntar sig att den snabba delen av ”Breakthru” ska komma.
Den snabba delen av låten skrevs av trummisen Roger Taylor. Till slut bestämde man sig för att slå ihop båda delarna till en låt.